# Благой Шамбевски
Благой Шамбевски (на македонска литературна норма: Благој Шамбевски) е общественик и дисидент от Македония, убит от югославските тайни служби.

## Биография
Роден е в 1921 година в битолското село Долно Сърбци, Кралството на сърби, хървати и словенци. Произхожда от революционно семейство. Веднага след Втората световна война, Шамбевски организира отпор срещу комунистическата власт, свързан с кръгове около ВМРО. Другарят на Шамбевски Методи Коларов в 1947 година е разстрелян в Битоля, а Шамбевски е лежи в затвора, където е мъчен.
В 1962 година Шамбевски е освободен и емигрира в Западна Германия. Запознава се с Драган Богдановски и други радикални македонисти и заедно започват да организират македонската емиграция в Западна Германия и Швеция. Основават Освободителния комитет на Македония, прераснал в Движение за освобождение и обединение на Македония (ДООМ). Основават няколко списания и вестници, а в 1971 година основават списанието „Македонска нация“. Шамбевски участва в изготвявето на Статута на ОКМ, публикуван във вестник „Македония“ в Мюнхен в 1967 година. Този статут влиза в основата на Политическата платформа на ДПМНЕ и ВМРО-ДПМНЕ. Организира конгреса на ДООМ в Мюнхенна 13 и 14 април 1974 година.
Шамбевски е убит на 1 август 1974 година на работното си място като портиер на хотел „Роял“ в Мюнхен от агенти на УДБ-а с удар с железен шип в главата.